# Bullidor
Bullidor es una entidad de población española del municipio de Barbens, perteneciente a la provincia de Lérida, en la comunidad autónoma de Cataluña.

## Toponimia
El lugar puede aparecer referido como «Bullidor», «El Bullidor» y «Bullido».

## Historia
Hacia mediados del siglo XIX, el lugar, por entonces con ayuntamiento propio, tenía contabilizada una población de 32 habitantes. Aparece descrito en el cuarto volumen del Diccionario geográfico-estadístico-histórico de España y sus posesiones de Ultramar de Pascual Madoz con las siguientes palabras:

BULLIDO: l. en la prov. de Lérida (4 leg.), part. jud. de Balaguer (3 1/2), aud. terr. y c. g. de Cataluña (Barcelona 16 1/2), dióc. de Urgel (9): sit. al centro de la llanura de Urgel á bastante dist. de la sierra; le combaten todos los vientos, con clima caloroso en verano, y frio y húmedo en invierno á causa de las nieblas; prod. algunas calentura intermitentes. Tiene 6 casas, una igl. parr. (La Natividad de nuestra Señora) servida por un cura párroco de nombramiento del ordinario en concurso general. Confina el térm. N. con el de Fuliola y Tarrós; E. con el mismo Tarros y Barbens, S. con este mismo, y O. con el cas. y térm. rural de Muntalé á 1/3 de leg. de cada uno de los espresados puntos: á dist. de 1/2 hora por la parte de O. se halla una fuente de agua mala de la que deriva la etimologia del nombre de este pueblo, y con la cual se riegan algunos huertos; sirviéndose para sus necesidades de la de una balsa: en el mismo punto está el cas. y térm. rural de Muntalé, donde se encuentra una ermita cuya titular es la vírgen de Monserrate, y á ella acuden todos los años en procesion el domingo despues de Pascua de Resurreccion los vec. de este l. que la veneran con mucha devocion. El terreno se compone de tierra fuerte, pero de buena calidad, fértil y productiva en años de lluvias. Los caminos son locales, en mal estado en invierno á causa de los lodazales y regulares en verano: la correspondencia la reciben de Tárrega los interesados por medio de las gentes que van al mercado de esta pobl. prod.: trigo, cebada y centeno: hay el ganado indispensable para la labranza y caza de algunas liebres. comercio: esportacion do cereales á los mercados de Tárrega, é importacion de otros art. de que carecen. pobl.: 6 vec., 32 alm. cap. imp.: 18,818 rs. Paga por contr. el 14,28 p% de su riqueza imp.
(Madoz, 1846, p. 496)

El municipio de Bullidó desapareció de cara al censo de 1857. En la actualidad, pertenece al municipio de Barbens. En 2022, tenía empadronados cinco habitantes.